# Ebergötzen
Ebergötzen là một đô thị ở huyện Göttingen trong bang Niedersachsen, Đức. Đô thị này có cự ly 15 km so với Göttingen và thuộc Samtgemeinde Radolfshausen. Ebergötzen có 1868 dân (tháng 12 năm 2005).